# Multilaser
O Grupo Multilaser é uma empresa de capital aberto brasileira que atua no segmento de eletroeletrônicos, tecnologia, saúde, bem-estar, entretenimento e outros bens de consumo.
Atua na fabricação, importação e comercialização de produtos do setor tecnológico, acessórios multimídia, brinquedos, saúde, beleza, gourmet e outras mais de 14 categorias. A gama de produtos hoje é distribuída entre 8 marcas próprias e 12 parcerias internacionais, totalizando 20 marcas no portfólio.
Seu escritório localiza-se na cidade de São Paulo e seus complexos industriais estão situados em Extrema, no estado de Minas Gerais, e em Manaus, no estado do Amazonas, com mais de 120.000 metros quadrados. A empresa possui ainda um laboratório próprio em Shenzhen, China, responsável pelo desenvolvimento e validação de novos produtos.
O Grupo Multilaser fabrica hoje mais de 3.500 produtos diferentes, que são disponibilizados em mais de 30.000 pontos de vendas por todo o país em mais de 22 países, incluindo América do Sul, América Central, Estados Unidos, Canadá, México, Portugal, Espanha, Moçambique e Angola. É uma das maiores empresas brasileiras da categoria.

## História
O Grupo Multilaser foi fundada em 1987 pelo empresário polaco-brasileiro Israel Ostrowiecki. Iniciou suas atividades como empresa de reciclagem de cartuchos e importação de copiadoras da Xerox.
Em 2003, Alexandre Ostrowiecki assumiu a empresa após a morte de seu pai, desaparecido durante um mergulho na Costa Rica e encontrado sem vida 10 dias depois. Neste mesmo ano, Alexandre convidou Renato Feder para ser sócio.
- 2004: Lançamento da linha de Informática que incluía cartuchos de impressão, CD, DVD e mouses.[9]
- 2006: Os eletrônicos começam a fazer parte da linha de produtos da empresa. Foram lançados aparelhos de som, acessórios para notebook, MP3 player, câmera digital e MP4.[10]
- 2007: Inauguração do complexo industrial de Extrema (MG), iniciando a produção de pen drives e expandindo sua linha de informática e acessórios como mochilas, GPS e porta-retratos digitais.[10]
- 2010: Início da fabricação de celulares.
- 2011: Lançamento de novas linhas e modelos de tablets.
- 2013: Lançamento da marca Multikids, com produtos na categoria de brinquedos, esportes e eletrônicos, incluindo a linha Baby.
- 2014: Inauguração da Brasil Componentes.[11]
- 2014/2017: Aquisição das marcas Atrio, Pulse, Serene e Giga Security.[12]
- 2020: Parceria com a HMD Global (marca Nokia)[13] para a produção de celulares intermediários no Brasil,[14] fabricados em Extrema.[15]
- 2021: Parceria com o Google, com lançamento de tablets voltados para a educação infantil.[16] No mesmo ano, adquiriu a marca Expet, voltada ao mercado pet,[17]  e realizou seu IPO na B3, com ticker MLAS3, além da aquisição do e-commerce Obabox.[18] E também fechou parcerias com a Toshiba, Wellness e Blue.
- 2022: Concluiu a reformulação da sua marca, deixando de se chamar Multilaser e adotando oficialmente o nome Grupo Multi, com novo logotipo. [19][20] E adquiriu a marca Watts, de mobilidade elétrica.
- 2024: Firmou parcerias com a Hisense (TVs)[21] e com a Royal Enfield, tradicional fabricante indiana de motocicletas, para o desenvolvimento e distribuição de produtos de lifestyle e acessórios com a marca Royal Enfield no Brasil. Além disso, iniciou a produção e distribuição de celulares da marca Oppo no país.[22][23]
- 2025: Mudança de liderança: André Poroger assume como CEO, e Alexandre Ostrowiecki passa a ser Presidente do Conselho de Administração.[24]

## Mercado
O Grupo Multilaser tem um portfólio que abrange diversas categorias entre 8 marcas próprias e 12 parcerias internacionais:
- Informática e Office (equipamentos, periféricos, papelaria)
- Gamer (acessórios e cadeiras)
- Telefonia e Tablets (smartphones, smartwatches, tablets infantis e convencionais)
- Áudio (fones, caixas Bluetooth, torres de som)
- Saúde (termômetros, balanças, inaladores, saúde bocal)
- Eletroportáteis e Eletrodomésticos
- Mobilidade elétrica (motos elétricas, karts, bikes, scooters)
- Pet care (tapetes higiênicos)
- Baby care (amamentação, carrinhos de controle remoto, jogos)
- Brinquedos (bonecas, carrinhos de controle remoto, jogos)
- Ferramentas
- Segurança eletrônica (Giga Security)
- Mídia e Memória (HDs, SSDs, cartões)
- Redes e Energia (roteadores, nobreaks, baterias)

Além da fabricação de produtos próprios, o Grupo Multilaser também é responsável pela distribuição exclusiva ou licenciamento de marcas internacionais, como: 
- DJI (drones e câmeras)
- Toshiba (TVs)
- Hisense (TVs)
- Oppo (smartphones)
- Royal Enfield (lifestyle e acessórios)
- Fisher-Price e Chicco (baby care)
- Razer (gamer)
- Precor e Freemotion (fitness)
- ZTE (redes)
- Targus (mochilas e acessórios)

O Grupo Multilaser também fornece soluções corporativas e governamentais, com projetos voltados para educação pública (como Chromebooks e tablets educacionais em parceria com Google), governo, indústria automotiva (como fornecedora de componentes para Toyota e Stellantis), além de atender integradores de tecnologia.

## IPO e estreia na B3
Em 21 de julho de 2021, o Grupo Multilaser concluiu sua oferta pública inicial de ações. A companhia estreou na B3 em 22 de julho sob o ticker MLAS3, com suas ações precificadas a R$ 11,10. Ao final do pregão, o papel valorizou 16,7%, encerrando o dia cotado a R$12,95. A estreia do Grupo Multilaser na B3 movimentou cerca de R$2,2 bilhões. Desse total, R$1,9 bilhão correspondem à oferta inicial. O montante foi direcionado para a expansão das fábricas de Extrema e Manaus e para a construção de uma nova unidade de produção de eletroportáteis, além da liquidação e amortização de dívidas em aberto da companhia e reforço de caixa.